# Balai (Bendahara)
Balai is een bestuurslaag in het regentschap Aceh Tamiang van de provincie Atjeh, Indonesië. Balai telt 779 inwoners (volkstelling 2010).